# Allorchestes hirsutus
Allorchestes hirsutus is een vlokreeftensoort uit de familie van de Dogielinotidae. De wetenschappelijke naam van de soort is voor het eerst geldig gepubliceerd in 1995 door Ishimaru.